# Kézi csatornatisztító
A kézi csatornatisztító eszközök rendeltetése a csatornák, csövek, vezetékek megtisztítása a lerakódásoktól és szennyeződésektől, amelyek dugulást okozhatnak.

## Történetük
A modern kézi csatornatisztító eszközök elődjei a XIX. században jelentek meg, az ipari forradalom révén egyre nagyobbra növő városok kiterjedt csatornarendszereiben ugyanis ekkor jelentkeztek nagyobb számban dugulások. A kezdetleges közműrendszer működését biztosítandó szükség volt arra, hogy speciális eszközöket hozzanak létre, amelyek segítségével a különböző típusú dugulások a lehető legrövidebb úton, gyorsan és könnyen elháríthatóak.
A kezdetleges módszerek közé tartozott többek között, hogy faragott fagolyókat juttattak a csatornákba, illetve az akadályokat öblítéssel mozdították el, idővel azonban szükségessé vált a komolyabb eszközök kidolgozása. Az egyik legelső és legegyszerűbb kézi csatornatisztító eszköz lényegében egy egyszerű bot volt, melynek a végére különböző módokon megformázott fejeket erősítettek, amelyek alkalmasak voltak a különféle típusú dugulások elhárítására, így például a lerakódások áttörésére vagy a gyökerek eltávolítására. Az alapelv az azóta eltelt évszázadok során sem sokat változott, napjaink csőgörényei és az azokhoz tartozó univerzális fejkészlet ugyanerre a célra szolgálnak.
Párizsban a XIX. század végén már használtak olyan síneken futó kocsikat, amelyeket kifejezetten csatornatisztítás céljából építettek. Ezeknek az alján volt megtalálható az eszköz, amelyet kézi erővel, fogaskerekek segítségével lehetett a csatornába ereszteni és így eszközölni a duguláselhárítást. Ilyen célokra használtak még egyszerű vontatott kocsikat, de még csónakokat is, hogy a víz alatti csatornákat is megtisztíthassák.
Az ennél egyszerűbb kézi eszközök ekkoriban javarészt a hagyományos ásókra, gereblyékre, kapákra és más ház körüli eszközökre emlékeztettek, és a nyer erő alkalmazásán alapultak. Ennek oka egyszerűen az, hogy mivel korábban nem léteztek sem speciálisan csatornatisztításra alkalmazott eszközök, sem pedig olyan szakemberek, akik ezt a szakmát űzték volna, a kezdetleges kézi csatornatisztítókat földműveléshez használatos eszközök átalakításával készítették el. A kicsik komplexebb szerszámok már mozgatható fejjel rendelkeztek, így képesek voltak a szennyeződések megragadására vagy éppen a gyökerek elmetszésére.

## Jellemzőik
A kézi cső- és csatornatisztító eszközök általában nem rendelkeznek elektromos vagy másmilyen típusú meghajtással. Ezek a legegyszerűbb csatornatisztító szerszámok, melyeket jellemzően kézi erővel kell meghajtani. Előnyük, hogy olcsóak és könnyen kezelhetőek, hátrányuk azonban az, hogy jóval kisebb teljesítmény leadására képesek, mint a komplexebb, elektromos, dízel- vagy más meghajtással ellátott duguláselhárító szerkezetek.
A szakemberek sokszor lebecsülik a kézi csatornatisztítókat, mivel azok nem képesek a komolyabb dugulások elhárítására. Ugyanakkor kisebb problémák esetén, mint például a mosogató, a zuhanyzó lefolyója esetén hatékonyan lehetnek képesek a kevésbé makacs szennyeződések eltávolítására, a kisebb darabok kimozdítására, csőből történő eltávolítására anélkül, hogy komolyabb eszközök alkalmazására, akár falbontásra volna szükség. Ha tehát még akkor alkalmazzák őket, amikor a dugulás nem teljes, sok esetben tökéletesen megfelelnek karbantartásra vagy duguláselhárításra is.
A kézi cső- és csatornatisztító eszközök egy másik előnye, hogy rendkívül egyszerűek, így kevés alkatrészből is állnak. Ezek az alkatrészek akár külön-külön is megvásárolhatóak a szaküzletekben, így a spirál otthon is összeállítható olcsóbb kivitelben, illetve az esetlegesen sérült alkatrészek könnyen pótolhatóak. A külön megvásárolható tartozékok közé tartozik maga a spirál (olyan átmérővel és hosszal, amilyenre szükség van az adott feladathoz), a dob (rendszerint benne a spirállal), valamint azok az eszközök, amelyek a meghajtáshoz szükségesek (karok, fogantyúk stb.). Emellett lehetőségünk van arra is, hogy különféle a spirál végére erősíthető adaptereket vásároljunk meg, amelyek lehetővé teszik, hogy a különféle típusú dugulásokkal, az eltérő szennyeződéstípusokkal szemben eredményesebben dolgozhassunk.

## Típusaik
A legalapvetőbb kézi csatornatisztító eszköz, amely számos háztartásban is megtalálható, a mechanikus erővel meghajtható spirál. A spirál maga általában egy dobban feltekerve található meg, és egy kar segítségével tekerhető ki onnan. A spirál hossza típustól függően változó lehet. Ebből a típusból léteik kisebb, kézben hordozható változat, amelyhez értelemszerűen kisebb dob és rövidebb spirál tartozik, illetve nagyobb változatok, amelyek rendszerint 5-10 méteres spirállal rendelkeznek.
A spirál átmérője is változhat, az adott feladat függvényében. A 8 milliméter átmérőjű eszközöket például rendszerint 30-50 milliméteres átmérőjű csövek tisztítására használják. A spirál átmérője nem egyezhet meg a tisztítandó csőével, mozgásteret kell biztosítani számára ahhoz, hogy a szennyeződéseket képes legyen valóban eredményesen elmozdítani, megtisztítani.
Amennyiben ez szükségessé válik, a kézi meghajtást a legtöbb esetben elektromosra cserélhetjük az ilyen eszközök esetén, ugyanis a kézi csatornatisztító spirálok rendszerint alkalmasak arra, hogy fúrót csatlakoztassunk hozzájuk, így nagyobb erőt fejthetünk ki a segítségükkel és a makacsabb szennyeződéseket is eltávolíthatjuk.
Léteznek eleve elektromos meghajtással ellátott kézi csatornatisztító eszközök is, amelyek tulajdonképpen az egyszerű, kézi erővel meghajtott eszközök fejlettebb változatai, lényegében nem különböznek azoktól a típusoktól, amelyekhez hagyományos fúrót csatlakoztattak.
A kézi cső- és csatornatisztító eszközök egy speciális fajtája a szívó-nyomó kézi pumpa, amely lényegében a hagyományos vécépumpa továbbfejlesztett változata. Ez a kevésbé makacs dugulások elhárítására lehet alkalmas, amelyet például a lefolyóba kerülő idegen tárgyak okoznak, és amelyeket a segítségével eredményesen kimozdíthatunk.
Szintén sok háztartásban megtalálható a rugalmas kézi csőtisztító, amelynek maximális munkahossza általában 1,5-2 méter között van, és teleszkóppal állítható.